# Herniaria
Herniaria és un gènere de plantes herbàcies amb flors de la família Caryophyllaceae que creix a terrenys sorrencs d'Europa, Àsia i nord d'Àfrica. Aquest gènere compta amb 115 espècies. Hi ha una creença segons la qual la infusió d'aquestes herbes i subarbustos rastrers cura les hèrnies.

## Algunes espècies
- Herniaria abyssinica
- Herniaria acrochaeta
- Herniaria afghana
- Herniaria africana
- Herniaria algarvica
- Herniaria cinerea DC. o herba del mal de pedra
- Herniaria fructicosa
- Herniaria glabra